# Friendly Neighborhood Spider-Man
Friendly Neighborhood Spider-Man is een stripserie gepubliceerd door Marvel Comics over de Superheld Spider-Man. De titel is afgeleid van een vaste catchphrase van Spider-Man waarmee hij zichzelf introduceert bij anderen. Ironisch genoeg zien de meeste mensen hem als een gevaarlijke vigilante of zelfs een crimineel, en allesbehalve “vriendelijk”.
De serie begonin oktober 2005 en loopt nog steeds. Verhalen worden nu geschreven door Peter David.

## Verhaallijnen

### The Other (delen #1-4)
Spider-Man: The Other is een twaalfdelig verhaal verspreid over drie Spider-Man striptitels. Het verhaal begon met deze reeks en werd voortgezet in Marvel Knights Spider-Man en Amazing Spider-Man.

### Web Log (deel #5)
Web Log was een kort verhaal over een vrouw die ervan overtuigd is dat Spider-Man haar al stalkt sinds de middelbare school.

### Masks (delen #6-7)
Een verhaallijn noemenswaardig vanwege het gebruik van luchadores, lucha libre, en de discussie van wat het is een icoon te zijn. Spider-Man worstelt ook met het feit dat zowel wetenschap als magie lijken te zijn betrokken bij zijn creatie.

### Jumping the Tracks (delen #8-10)
Het verhaal begint in een alternatieve toekomst. De dochter van Spider-Man 2211 (bijnaam Hobby) is de Hobgoblin uit deze tijdlijn. Ze houdt ervan om alternatieve of andere versies van Spider-Man te doden, maar sterft per ongeluk zelf door haar eigen retconbom (een bom die het slachtoffer niet alleen dood, maar ook hun bestaan geheel uitwist alsof ze er nooit zijn geweest). Ze brengt ook een Ben Parker uit een andere realiteit naar de 616 realiteit om Spider-Man te verwarren.

### I Hate a Mystery (delen #11-13)
Francis Klum keert terug als de nieuwe Mysterio en vangt Spider-Man, personeel en studenten van de Midtown High in het gebouw. Daniel Berkhart, de tweede Mysterio, mengt zich ook in het geheel. Onverwacht keert zelfs Quentin Beck, de originele en lang dood gewaande Mysterio terug.

### Taking Wing (delen #14-16)
Vulture wordt gerekruteerd om Spider-Man te doden daar hij zich nu buiten de wet bevindt. Ondertussen krijgt Spider-Man van Beast een apparaat om zichzelf middels een hologram te vermommen. Hij neemt het alias van Ben Reilly (zijn kloon) aan om een baan te krijgen op Midtown.
Vulture krijgt tijdens zijn gevecht met Spider-Man echter een beroerte en Spider-Man brengt hem naar het ziekenhuis. In het ziekenhuis vraagt Vulture Spider-Man om hem te vermoorden daar hij deels verlamt is en dus zwak. Wanneer hij een opmerking maakt over Oom Ben draait Peter door en vermoord Vulture bijna echt, maar komt op het laatste moment tot zinnen.

### Sandblasted (delen #17-19)
In Nederland uitgegeven als Gezandstraald (145 deel 1 - 146 deel 2 & 3) door Z-Press Comics.
Beginnend met de "Back In Black" verhaallijn houdt Spider-Man zich verborgen onder zijn alias als Ben Reilly. Hij wordt echter opgezocht door Flint Marko die wil dat Spider-Man hem helpt zijn vaders naam te zuiveren. Flint geeft toe dat zijn vader een crimineel was, maar hij wordt nu ook beschuldigd van moord, iets wat hij nooit zou doen. Uiteindelijk blijkt Chameleon 2211 de dader te zijn.

## Brievenpagina
Een van de populaire onderdelen was de brievenpagina, die eigenlijk als een soort forum diende waar fans ook onderling met elkaar konden spreken.